# Eburia copei
Eburia copei är en skalbaggsart som beskrevs av Noguera 2002. Eburia copei ingår i släktet Eburia och familjen långhorningar.
Artens utbredningsområde är:
- Costa Rica.
- Nicaragua.

Inga underarter finns listade i Catalogue of Life.